# فقح
فقح (بالعبرية: פֶּ֨קַח) ومعناه «الله قد فتح عينيه»، وهو ملك مملكة إسرائيل الشمالية، هو ابن رمليا قائد جيش بني إسرائيل قتل ملكه فقحيا وحكم مكانه.
أصبح ملكا في الثانية والخمسين من حكم عزيا ملك يهوذا، وملك لمدة عشرين عامًا. في السنة الثانية من حكمه أصبح يوثام ملكًا ليهوذا الذي استمر لمدة ستة عشر عامًا. وخلف يوثام ابنه آحاز في السنة السابعة عشرة من حكم فقح. أرخ وليام أولبرايت عهده من 737 إلى 732 قبل الميلاد.
تحالف مع رصين ملك آرام دمشق لمهاجمة آحاز ملك يهوذا، واستنجد آحاز بتغلث فلاسر الثالث ملك آشور. فتقدم الجيش الآشوري في الجليل إلى فلسطين، مما اضطرّ الملكين المتحالفين إلى سحب قواتهما من يهوذا للذود عن أراضيهما. وأخذ فقح معه في عودته جمهورًا من الأسرى والغنائم. غير أن النبي عوبديا اعترض على ذلك وعاتبه على ما فعل. فردّ الملك الأسرى إلى أرضهم بعد أن كساهم وأطعمهم، ثم قتل هوشع بن أيلة فقح واستولى على العرش.